# Гимара (Чечня)
Гимара или ранее Гимрой (чечен. Гемара) — воссоздаваемое село в Итум-Калинском районе Чеченской Республики России. Рядом находился ранее покинутый аул на территории Галанчожского района. Недалеко расположен Гимарский башенный комплекс.

## География
Расположен на левом берегу реки Гешихи, к юго-востоку от села Галанчож.
Ближайшие развалины бывших аулов: на северо-востоке — Бурты и Узны на северо-западе — Верхний Кий и Нижний Кий, на юго-востоке — Мештерой и Геши.

## История
По сведениям известного чеченского историка Лечи Ильясова и других исследователей истории Чечни, Гимрой — терлоевский гар, который был расселён на самом юге области и граничил с Кей-мохком.
Селение Гимрой состояло из боевой и нескольких жилых башен, которые сохранились до наших дней. Он не исключает возможность связи названия «Гимрой» с древнейшим этнонимом северокавказских степей «киммерийцы», которых в древневосточных источниках называли «гимар».
Аул Гимрой ликвидирован в 1944 году во время депортации чеченцев. После восстановления Чечено-Ингушской АССР чеченцам было запрещено возвращаться в свои исконные районы: Галанчожский, Шатойский и Итум-Калинский.
В конце 2022 года в Итум-Калинском районе Чеченской Республики было принято решение образовать новые (воссоздать) сёла, в том числе Гимара — рядом с прежним селением Гимрой (Гимара или Гемрой).